# Jiichirō Date
Jiichirō Date (伊達 治一郎, Date Ji'ichirō) est un lutteur japonais spécialiste de la lutte libre, né le 6 janvier 1952 à Saiki et mort le 20 février 2018.

## Biographie
Jiichirō Date est médaillé de bronze aux Championnats du monde de lutte 1975 en moins de 74 kg.
Lors des Jeux olympiques d'été de 1976, il remporte la médaille d'or en combattant dans la catégorie des -74 kg.